# Sindrome di Coffin-Siris
Per  sindrome di Coffin-Siris si intende un raro disordine genetico.

## Sintomatologia
Fra i sintomi e i segni clinici ritroviamo ritardo mentale, anomalie alle dita, ipotonia, microcefalia.

## Epidemiologia
Colpisce entrambi i sessi, e maggiormente quello maschile. La prevalenza esatta non è nota, ma è stimata in 1/50 000-1/100 000. Nei maschi la malattia si esprime di solito in forma moderata-grave, mentre nelle femmine portatrici i sintomi della malattia sono lievi (in questo caso si veda la sindrome di Coffin-Lowry).

## Esami
Soltanto lo studio delle manifestazioni può far sospettare tale sindrome, che non può essere confermata neanche con esami specifici.